# Klett und Balmer
Der Klett und Balmer Verlag mit Sitz in Baar (ZG) ist der führende private Lehrmittelverlag in der Schweiz. Der Verlag wurde 1967 vom Stuttgarter Verleger Ernst Klett und dem Zuger Buchhändler Hans Rudolf Balmer gegründet. Das Angebot umfasst Lehrmittel für Lernende vom Kindergarten bis zur Erwachsenenbildung, mit Schwerpunkt in der Volksschule.

## Geschichte
Der Zuger Buchhändler Hans Rudolf Balmer übernahm 1957 vorerst die Auslieferung und die Vertretung des allgemeinen Programmes des in Stuttgart ansässigen Ernst Klett Verlags für die Schweiz, zwei Jahre später auch der Schulbücher. Verleger Ernst Klett und der Buchhändler Balmer sprachen 1966 an der ersten Lehrmittelausstellung Didacta in Basel über eine verlegerische Zusammenarbeit, worauf im Folgejahr der Klett und Balmer Verlag als GmbH gegründet und ein Informationsbüro eröffnet wurde. Die Verlagstätigkeit wurde schliesslich 1970 aufgenommen. 1979 wurde der Verlag in eine Kollektivgesellschaft umgewandelt, 1999 in eine Aktiengesellschaft.
Vorerst erschienen Schweizer Ausgaben bereits existierender Werke aus dem Ernst Klett Verlag. Das Erstlesewerk «Der Lesespiegel» war 1984 die erste Eigenproduktion, die in vielen Auflagen erschien. Ein weiteres Lehrmittel, das in viele Schulstuben fand, ist das Mathematiklehrmittel «Schweizer Zahlenbuch», das seit 1995 erscheint. Dabei wurden die Bände für die 1.–4. Klasse basierend auf dem deutschen Lehrmittel von Klett für die Schweiz adaptiert; die Bände für die 5./6. Klasse sind eine vollständige Eigenentwicklung. 2006 wurde der Comenius Verlag übernommen, dessen bekannter Name als Marke beibehalten wurde für das Musiklehrwerk «Kreschendo» und Unterrichtshilfen.
Bei der Gründung beschäftigte der Klett und Balmer Verlag zwei Mitarbeiter. Im Jahr 2000 waren es deren 22 und 2017 rund 50 Mitarbeitende. 2008 übernahm der Klett und Balmer Verlag die Mehrheit an der Auslieferung Balmer Bücherdienst AG, welche 2004 aus dem Zusammenschluss der Balmer Auslieferung und der Benziger/Diogenes Bücherdienst entstanden ist.

## Lehrmittel

### Sekundarstufe II
- Le cours intensif
- Deutsch im Detail
- Systematische Übungsgrammatik
- Praktische Übungsgrammatik
- écocom
- Atelier français
- Elemente – Grundlagen der Chemie für Schweizer Maturitätsschulen
- Erlebnis Sprache
- Impulse – Grundlagen der Physik für Schweizer Maturitätsschulen
- Lambacher Schweizer – Grundlagen der Mathematik für Schweizer Maturitätsschulen
- Natura 9–12: Grundlagen der Biologie für Schweizer Maturitätsschulen
- Deutsch in der Schweiz

### Sekundarstufe I
- Prisma
- mathbuch
- Open World
- New World 3–5
- Die Sprachstarken 7-9
- Ça bouge
- Einfach Informatik 7–9
- Schritte ins Leben
- Zeitreise
- Kreschendo 7/8/9
- Natura 7/8

### Primarschule
- Schweizer Zahlenbuch
- Die Buchstabenreise
- Die Sprachstarken 2-6
- Young World
- Ça bouge
- Ça roule
- New World 1 und 2
- Kreschendo 1–6
- Einfach Informatik 5/6

## Auszeichnungen
In den Jahren 2004 bis 2020 hat die Worlddidac Association folgende Lehrmittel von Klett und Balmer mit dem Worlddidac Award ausgezeichnet:
- Lesestufen/Dani hat Geburtstag
- Die Rechtschreibdetektive
- mathbuch / mathbuch IF
- Young World
- Das Zahlenbuch zur Frühförderung
- Spielgeschichten
- Open World
- Geoaktiv
- Kreschendo
- Die Sprachstarken 7-9
- Zeitreise
- Ça bouge
- Lesebox
- Atelier français
- Prisma digiOne
- Einfach Informatik 5/6
- Das Schweizer Zahlenbuch
- Young World
- Open World